# Charlotta Augusta Hanowerska
Charlotta Augusta Hanowerska (ang. Charlotte Augusta; ur. 7 stycznia 1796 r. w Londynie, zm. 6 listopada 1817 r. w Surrey) – księżniczka Walii, księżniczka Saksonii. Była pierwszą żoną przyszłego pierwszego króla Belgów, Leopolda I Koburga. Gdyby przeżyła swojego ojca i dziadka, Jerzego III Hanowerskiego, zostałaby królową Wielkiej Brytanii. Zmarła jednak w wieku 21 lat w wyniku powikłań poporodowych. 
Śmierć Charlotty wywołała wielką falę żałoby w Wielkiej Brytanii, którzy widzieli w księżniczce przyszłą królową – kontrastującą z jej niepopularnym ojcem i szalonym dziadkiem. Ponieważ Charlotta była jedyną prawowitą wnuczką Jerzego III, zaczęto wywierać presję na nieżonatych synów ówczesnego króla, aby znaleźli sobie żony i spłodzili dziedzica brytyjskiego tronu. W efekcie tego czwarty syn Jerzego III, Edward August, ożenił się ze szwagierką zmarłej Charlotty, Wiktorią, z którą doczekał się jednej córki – przyszłej królowej brytyjskiej, Wiktorii.

## Biografia
Urodziła się 7 stycznia 1796 roku w Carlton House w Londynie. Była jedyną córką króla Jerzego IV (urodziła się, kiedy ten był jeszcze księciem Walii) i jego żony, Karoliny Brunszwickiej. Jej ojciec był zawiedziony, że nie jest chłopcem, natomiast jej dziadek, ówczesny król Wielkiej Brytanii, był zachwycony narodzinami swojego pierwszego prawowitego wnuka. Król liczył również na to, że narodziny dziewczynki na nowo zjednoczą jej rodziców. Tak się jednak nie stało.
Została ochrzczona imionami Charlotta Augusta  (ang. Charlotte Augusta), które otrzymała po swoich babkach – Zofii Charlotcie z Meklemburgii-Strelitz i Auguście Fryderyce Hanowerskiej. Chrzest odbył się 11 lutego 1796 roku w Carlton House, a ceremonii przewodniczył arcybiskup Canterbury, John Moore.
W 1813 roku Charlotta zaręczyła się z Wilhelmem II, królem Holandii, ale zerwała zaręczyny. 2 maja 1816 roku w Carlton House wyszła za mąż za Leopolda Jerzego Krystiana Fryderyka księcia Saksonii-Koburgu-Saalfeld. Suknia ślubna Charlotte zachowała się do dzisiaj i jest najstarszą suknią, jaką Historic Royal Palaces mają w swoich zbiorach. Małżeństwo było udane. Charlotta twierdziła, że jej mąż był "idealny w miłości".
Charlotta Augusta zmarła 6 listopada 1817 roku w połogu po tym, jak 5 listopada urodziła martwego syna. Została pochowana w kaplicy św. Jerzego w Windsorze razem ze swoim synem. Jej śmierć spowodowała żałobę narodową na taką samą skalę, jak śmierć księżnej Diany w 1997 roku. Król Jerzy III – dziadek Charlotty – oprócz niej nie miał innych ślubnych wnuków, mimo że spłodził piętnaścioro dzieci. Dla ratowania dynastii postanowiono ożenić Edwarda Augusta, księcia Kentu (stryja Charlotty) z Wiktorią z Saksonii-Koburga-Saalfeld (parze urodziła się potem jedyna córka – przyszła królowa Wiktoria).
Mąż Charlotty, Leopold, został w 1831 królem Belgów. Ożenił się ponownie z Ludwiką Marią Orleańską i swoją jedyną córkę nazwał na cześć pierwszej żony – Maria Charlotta. Maria Charlotta została cesarzową Meksyku.

## Genealogia
| Prapradziadkowie                 | Jerzy II Hanowerski (1683–1760) ∞1705 Karolina z Ansbachu (1683–1737)                      | Fryderyk II (książę Saksonii-Gothy-Altenburga) (1676–1732) ∞1696 Magdalena Augusta z Anhaltu-Zerbst (1679–1740) | Adolf Fryderyk II (1658–1708) ∞1705 Krystyna Emilia Schwarzburg-Sondershausen (1681–1751)             | Ernest Fryderyk I (1681–1724) ∞1704 Zofia Albertyna Erbach-Erbach (1683–1742)                         | Ferdynand Albrecht II z Brunszwiku-Lüneburga (1680–1735) ∞1712 Antonina Amalia z Brunszwiku-Wolfenbüttel (1696–1762) | Fryderyk Wilhelm I Pruski (1688–1740) ∞1706 Zofia Dorota Hanowerska (1687–1757)              | Jerzy II Hanowerski (1683–1760) ∞1705 Karolina z Ansbachu (1683–1737)                        | Fryderyk II (książę Saksonii-Gothy-Altenburga) (1676–1732) ∞1696 Magdalena Augusta z Anhaltu-Zerbst (1679–1740) |
| Pradziadkowie                    | Fryderyk Ludwik Hanowerski (1707–1751) ∞1736 Augusta z Saksonii-Gothy (1719–1772)          | Fryderyk Ludwik Hanowerski (1707–1751) ∞1736 Augusta z Saksonii-Gothy (1719–1772)                               | Karol Ludwik z Meklemburgii-Strelitz (1708–1752) ∞1735 Elżbieta z Saksonii-Hildburghausen (1713–1761) | Karol Ludwik z Meklemburgii-Strelitz (1708–1752) ∞1735 Elżbieta z Saksonii-Hildburghausen (1713–1761) | Karol I (książę Brunszwiku) (1713–1780) ∞1733 Filipa Charlotta Pruska (1716–1801)                                    | Karol I (książę Brunszwiku) (1713–1780) ∞1733 Filipa Charlotta Pruska (1716–1801)            | Fryderyk Ludwik Hanowerski (1707–1751) ∞1736 Augusta z Saksonii-Gothy (1719–1772)            | Fryderyk Ludwik Hanowerski (1707–1751) ∞1736 Augusta z Saksonii-Gothy (1719–1772)                               |
| Dziadkowie                       | Jerzy III Hanowerski (1738–1820) ∞1761 Zofia Charlotta z Meklemburgii-Strelitz (1744–1818) | Jerzy III Hanowerski (1738–1820) ∞1761 Zofia Charlotta z Meklemburgii-Strelitz (1744–1818)                      | Jerzy III Hanowerski (1738–1820) ∞1761 Zofia Charlotta z Meklemburgii-Strelitz (1744–1818)            | Jerzy III Hanowerski (1738–1820) ∞1761 Zofia Charlotta z Meklemburgii-Strelitz (1744–1818)            | Karol Wilhelm (książę Brunszwiku) (1735–1806) ∞1764 Augusta Fryderyka Hanowerska (1737–1813)                         | Karol Wilhelm (książę Brunszwiku) (1735–1806) ∞1764 Augusta Fryderyka Hanowerska (1737–1813) | Karol Wilhelm (książę Brunszwiku) (1735–1806) ∞1764 Augusta Fryderyka Hanowerska (1737–1813) | Karol Wilhelm (książę Brunszwiku) (1735–1806) ∞1764 Augusta Fryderyka Hanowerska (1737–1813)                    |
| Rodzice                          | Jerzy IV Hanowerski (1762–1830) ∞1795 Karolina Brunszwicka (1768–1821)                     | Jerzy IV Hanowerski (1762–1830) ∞1795 Karolina Brunszwicka (1768–1821)                                          | Jerzy IV Hanowerski (1762–1830) ∞1795 Karolina Brunszwicka (1768–1821)                                | Jerzy IV Hanowerski (1762–1830) ∞1795 Karolina Brunszwicka (1768–1821)                                | Jerzy IV Hanowerski (1762–1830) ∞1795 Karolina Brunszwicka (1768–1821)                                               | Jerzy IV Hanowerski (1762–1830) ∞1795 Karolina Brunszwicka (1768–1821)                       | Jerzy IV Hanowerski (1762–1830) ∞1795 Karolina Brunszwicka (1768–1821)                       | Jerzy IV Hanowerski (1762–1830) ∞1795 Karolina Brunszwicka (1768–1821)                                          |
| Charlotta Hanowerska (1796–1817) |                                                                                            | | | | |                                                                                              |                                                                                              | |